# Lactoferrine

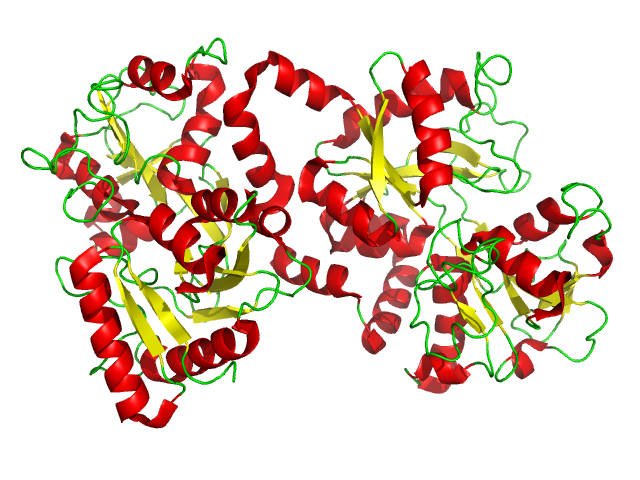
Structuur van humaan lactoferrine

Lactoferrine is een multifunctioneel, ijzerbindend eiwit dat behoort tot het humorale onderdeel van het immuunsysteem. Lactoferrine is een globulair glycoproteïne van ongeveer 80 kDa dat voorkomt in vele lichaamsvloeistoffen, zoals speeksel en zweet. De hoogste concentratie van lactoferrine wordt gevonden in moedermelk (1–3 g/L). Lactoferrine wordt commercieel gewonnen uit koemelk of recombinant geproduceerd. Het wordt aan sommige tandpasta's toegevoegd als tandvleesbeschermer.
Lactoferrine heeft sterke antimicrobiële activiteit en is onderdeel van de aangeboren afweer, vooral in de slijmvliezen. Zuigelingen krijgen bescherming van lactoferrine via de moedermelk. Door de ijzerbindende werking kan lactoferrine de proliferatie van bacteriën remmen die voor hun groei ijzer nodig hebben. Daarnaast heeft lactoferrine een direct bactericide werking doordat het de bacteriële celmembraan destabiliseert (door binding aan lipopolysacharide). De werking van lactoferrine is echter niet beperkt tot bacteriën; lactoferrine heeft ook antischimmel- en antivirale eigenschappen.
Het Nederlandse bedrijf DMV in Veghel is anno 2020 een producent van lactoferrine.